# Francesco Borghese
Francesco Borghese, VII principe di Sulmona (Roma, 9 giugno 1776 – Roma, 30 maggio 1839), è stato un nobile, militare e politico italiano.

## Biografia

### Giovinezza
Francesco nacque a Roma il 9 giugno 1776, figlio di Marcantonio IV Borghese, V principe di Sulmona, e di sua moglie, la principessa Anna Maria Salviati.
La sua posizione di secondogenito, gli assegnò il titolo onorifico di Principe Aldobrandini (ereditato dall'ava Olimpia Aldobrandini). Col fratello Camillo e col padre, in gioventù si schierò coi rivoluzionari romani in appoggio alla Rivoluzione francese e prese parte a Roma ai lavori per la costituzione della Repubblica romana. A settembre del 1799, con la restaurazione pontificia, poté rimanere in città ed ottenne anzi da Pio VII il titolo di colonnello della guardia civica, a differenza del fratello maggiore che era stato esiliato. A Roma, comunque, il Borghese venne criticato pesantemente dagli ambienti papalini anche perché non aveva rinunciato alla propria idea filo-rivoluzionaria, e per questo decise in quello stesso anno di riunirsi al fratello in Francia. Camillo lo presentò a Napoleone che lo pose a capo di uno squadrone della sua guardia personale.

### Matrimonio
Francesco sposò l'11 aprile 1809 la duchessa Adele de La Rochefoucauld, figlia di Alexandre-François de La Rochefoucauld, conte de La Rochefoucauld, e di sua moglie, la nobildonna Adélaïde de Pyvart de Chastullé.

### Carriera militare
Inquadrato nell'esercito francese, prese parte più tardi alla Battaglia di Austerlitz (1805) dove ebbe occasione di distinguersi, ed a seguito della quale divenne colonnello del 1º reggimento carabinieri nel corso delle campagne dal 1806 al 1809 (venendo ferito nella battaglia di Wagram). Il 23 novembre 1811 venne promosso generale di brigata dell'esercito francese e nell'anno successivo venne nominato da Napoleone al rango di suo primo scudiero, mentre sua moglie venne ammessa a palazzo come dama dell'imperatrice Maria Luisa d'Austria. Il 3 aprile 1813 venne decorato con la gran croce dell' Ordre de la Reunion.
Abile nel destreggiarsi politicamente, col crollo dell'impero napoleonico rimase completamente illeso ed anzi, in Francia, venne decorato della croce di San Luigi da Luigi XVIII. Tornò brevemente in Italia a Firenze ove soggiornò presso il fratello Camillo (che era divenuto anche cognato di Napoleone stesso) e poi tornò in Francia.

### Principe di Sulmona
Nel 1832, quando Camillo morì senza eredi legittimi, ne venne proclamato erede delle ricche fortune oltre a porsi a capo della casata dei Borghese, assumendo il diritto di primogenitura col titolo di Principe di Sulmona. Venne invitato da Gregorio XVI a fare ritorno a Roma dove si trasferì quello stesso anno. Si dedicò da subito all'ampliamento del museo di Gabii con l'ampliamento di molti reperti archeologici ritrovati nei terreni di sua proprietà oltre a distinguersi come protettore di artisti e munifico autore di opere di beneficenza. A Frascati fece eseguire dei lavori all'acquedotto di villa Belvedere. Fu il primo presidente della Cassa di Risparmio di Roma dal 1836 al 1838 ospitandone gli uffici nel suo palazzo in piazza Borghese (dove rimasero sino al 1874).

### Morte
Morì a Roma il 30 maggio 1839. Secondo il suo testamento, per evitare l'estinzione delle casate degli Aldobrandini e dei Salviati che a loro tempo erano confluite in quella dei Borghese, dispose un nuovo fidecommesso, non più feudale ma onorifico, affinché due dei suoi figli venissero autorizzati a fondare delle linee parallele della sua casata coi relativi titoli e cognomi aggiunti: il suo primogenito, Marcantonio, assunse il titolo di principe Borghese, il secondogenito Camillo quello di principe Aldobrandini ed il terzogenito Scipione quello di duca Salviati.

## Discendenza
Francesco Borghese e la duchessa Adele de La Rochefoucauld ebbero:
- Maria Luisa (1812-1838), sposò Henri de Rochechouart de Mortemart;
- Marcantonio (1814-1886), VIII principe di Sulmona, sposò Therese de La Rochefoucauld;
- Camillo (1816-1902), I principe Aldobrandini, sposò Marie-Fleur d'Arenberg;
- Scipione (1823-1892), I duca Salviati, sposò Jacqueline Arabella Fitz-James;
- Livia (1829-1896), sposò il marchese Antonio D'Adda.

## Ascendenza
|                                                |                                            |                                                            | Genitori                                                                      |  |  | Nonni |  |  | Bisnonni                                          |  |  | Trisnonni                                          |  |
|                                                |                                            |                                                            |                                                                               |  |  |       |  |  | Marcantonio III Borghese, III principe di Sulmona |  |  | Giovanni Battista Borghese, II principe di Sulmona |  |
|                                                |                                            |                                                            |                                                                               |  |  |       |  |  | Marcantonio III Borghese, III principe di Sulmona |  |  | Giovanni Battista Borghese, II principe di Sulmona |  |
|                                                |                                            | Eleonora Boncompagni                                       |                                                                               |  |  |       |  |  | Marcantonio III Borghese, III principe di Sulmona |  |  |                                                    |  |
| Camillo Borghese, IV principe di Sulmona       |                                            |                                                            |                                                                               |  |  |       |  |  | Marcantonio III Borghese, III principe di Sulmona |  |  |                                                    |  |
|                                                |                                            | Livia Spinola                                              | Carlo Spinola, principe di Sant'Angelo                                        |  |  |       |  |  |                                                   |  |  |                                                    |  |
|                                                |                                            | Livia Spinola                                              | Carlo Spinola, principe di Sant'Angelo                                        |  |  |       |  |  |                                                   |  |  |                                                    |  |
|                                                |                                            | Livia Spinola                                              | Violante Spinola                                                              |  |  |       |  |  |                                                   |  |  |                                                    |  |
| Marcantonio IV Borghese, V principe di Sulmona |                                            | Livia Spinola                                              |                                                                               |  |  |       |  |  |                                                   |  |  |                                                    |  |
|                                                |                                            | Filippo II Colonna, IX principe e duca di Paliano          | Lorenzo Onofrio Colonna, VIII principe e duca di Paliano                      |  |  |       |  |  |                                                   |  |  |                                                    |  |
|                                                |                                            | Filippo II Colonna, IX principe e duca di Paliano          | Lorenzo Onofrio Colonna, VIII principe e duca di Paliano                      |  |  |       |  |  |                                                   |  |  |                                                    |  |
|                                                |                                            | Filippo II Colonna, IX principe e duca di Paliano          | Maria Mancini                                                                 |  |  |       |  |  |                                                   |  |  |                                                    |  |
| Agnese Colonna di Paliano                      |                                            | Filippo II Colonna, IX principe e duca di Paliano          |                                                                               |  |  |       |  |  |                                                   |  |  |                                                    |  |
|                                                |                                            | Olimpia Pamphilj                                           | Giovanni Battista Pamphili, II principe di San Martino al Cimino e Valmontone |  |  |       |  |  |                                                   |  |  |                                                    |  |
|                                                |                                            | Olimpia Pamphilj                                           | Giovanni Battista Pamphili, II principe di San Martino al Cimino e Valmontone |  |  |       |  |  |                                                   |  |  |                                                    |  |
|                                                |                                            | Olimpia Pamphilj                                           | Violante Facchinetti                                                          |  |  |       |  |  |                                                   |  |  |                                                    |  |
| Francesco Borghese, VII principe di Sulmona    |                                            | Olimpia Pamphilj                                           |                                                                               |  |  |       |  |  |                                                   |  |  |                                                    |  |
|                                                | Gian Vincenzo Salviati, V duca di Giuliano | Antonio Maria Salviati, IV duca di Giuliano                |                                                                               |  |  |       |  |  |                                                   |  |  |                                                    |  |
|                                                | Gian Vincenzo Salviati, V duca di Giuliano | Antonio Maria Salviati, IV duca di Giuliano                |                                                                               |  |  |       |  |  |                                                   |  |  |                                                    |  |
|                                                | Gian Vincenzo Salviati, V duca di Giuliano | Caterina Pannocchieschi                                    |                                                                               |  |  |       |  |  |                                                   |  |  |                                                    |  |
| Averardo Saviati, VI duca di Giuliano          | Gian Vincenzo Salviati, V duca di Giuliano |                                                            |                                                                               |  |  |       |  |  |                                                   |  |  |                                                    |  |
|                                                |                                            | Anna Maria Boncompagni                                     | Gregorio Boncompagni, V duca di Sora                                          |  |  |       |  |  |                                                   |  |  |                                                    |  |
|                                                |                                            | Anna Maria Boncompagni                                     | Gregorio Boncompagni, V duca di Sora                                          |  |  |       |  |  |                                                   |  |  |                                                    |  |
|                                                |                                            | Anna Maria Boncompagni                                     | Ippolita Ludovisi, principessa di Piombino                                    |  |  |       |  |  |                                                   |  |  |                                                    |  |
| Anna Maria Salviati, VII duchessa di Giuliano  |                                            | Anna Maria Boncompagni                                     |                                                                               |  |  |       |  |  |                                                   |  |  |                                                    |  |
|                                                |                                            | Filippo Lante Montefeltro della Rovere, IV duca di Bomarzo | Ludovico Lante Montefeltro della Rovere, III duca di Bomarzo                  |  |  |       |  |  |                                                   |  |  |                                                    |  |
|                                                |                                            | Filippo Lante Montefeltro della Rovere, IV duca di Bomarzo | Ludovico Lante Montefeltro della Rovere, III duca di Bomarzo                  |  |  |       |  |  |                                                   |  |  |                                                    |  |
|                                                |                                            | Filippo Lante Montefeltro della Rovere, IV duca di Bomarzo | Angela Vaini                                                                  |  |  |       |  |  |                                                   |  |  |                                                    |  |
| Maria Cristina Lante Montefeltro della Rovere  |                                            | Filippo Lante Montefeltro della Rovere, IV duca di Bomarzo |                                                                               |  |  |       |  |  |                                                   |  |  |                                                    |  |
|                                                |                                            | Maria Virginia Altieri                                     | Emilio Altieri, II principe di Oriolo                                         |  |  |       |  |  |                                                   |  |  |                                                    |  |
|                                                |                                            | Maria Virginia Altieri                                     | Emilio Altieri, II principe di Oriolo                                         |  |  |       |  |  |                                                   |  |  |                                                    |  |
|                                                |                                            | Maria Virginia Altieri                                     | Costanza Chigi                                                                |  |  |       |  |  |                                                   |  |  |                                                    |  |
|                                                |                                            | Maria Virginia Altieri                                     |                                                                               |  |  |       |  |  |                                                   |  |  |                                                    |  |